# Erdmuthe Benigna Reuß zu Ebersdorf
Erdmuthe Benigna, Gräfin Reuß zu Ebersdorf, geborene Gräfin zu Solms-Laubach, (* 13. April 1670 in Wildenfels; † 14. September 1732 in Ebersdorf) war eine deutsche Pietistin.

## Leben
Erdmuthe Benigna Gräfin zu Solms-Laubach war die Tochter von Graf Johann Friedrich I. zu Solms-Laubach (1625–1696) und Benigna von Promnitz (1648–1702). Sie wuchs zunächst auf Schloss Wildenfels in der Herrschaft Wildenfels in Sachsen auf, die seit 1602 zur jüngeren Linie von Solms-Laubach gehörte. Knapp ein Jahr nach ihrer Geburt kam ihr Bruder Friedrich Ernst zur Welt. Ihre Mutter war eine Tante der Geschwister Ernst Leopold von Schleswig-Holstein-Sonderburg-Norburg und Elisabeth Sophie Marie von Schleswig-Holstein-Norburg, nachmals erst regierende Herzogin von Schleswig-Holstein-Sonderburg-Plön, dann Herzogin zu Braunschweig-Lüneburg und Fürstin von Braunschweig-Wolfenbüttel. Mit dem Ende der älteren Linie von Solms-Laubach erfolgte im Rahmen der Erbregelung 1680 der Umzug zum Schloss Laubach in der hessischen Wetterau. Getrieben war der Umzug von der Pestepidemie, die sich 1680 von Böhmen ausgehend die Elbe flussabwärts ausbreitete.
Das Leben am Laubacher Hof und die Erziehung der Kinder waren geprägt vom Einfluss des pietistischen Predigers Philipp Jakob Spener, der zwischen 1666 und 1686 in Frankfurt wirkte. Gräfin Benigna pflegte einen engen Kontakt zu den pietistischen Frankfurter Zirkeln.

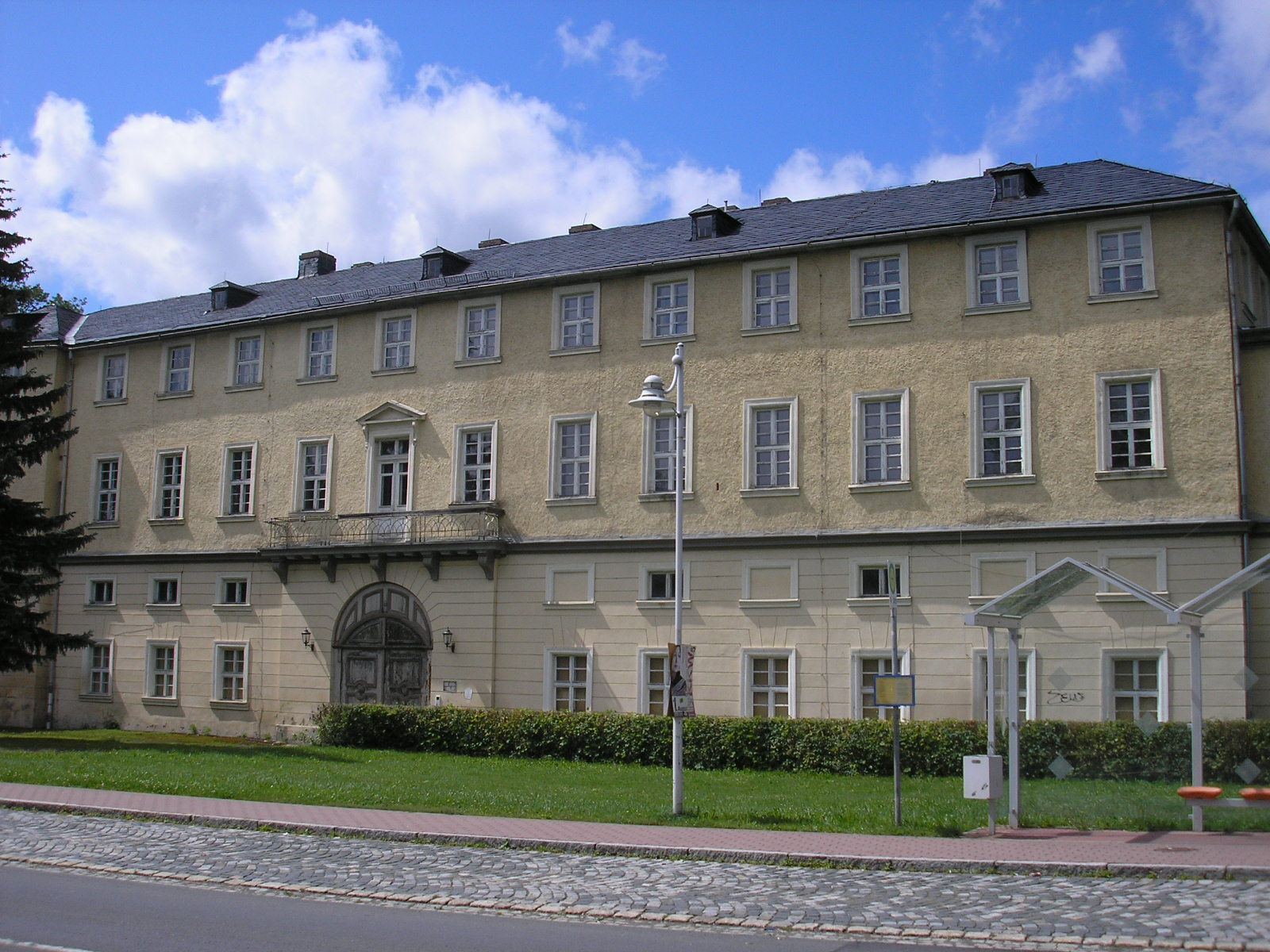
Schloss Ebersdorf, barocke Südfassade

Am 29. November 1694 heiratete Erdmuthe Benigna in Laubach Heinrich X. Graf Reuß zu Ebersdorf. Sie brachte den höfischen Pietismus Laubacher Prägung mit an den  Ebersdorfer Hof und bestimmte in der Folgezeit dessen religiöses Leben. Sie gründete die Kleine verbundene Gesellschaft, eine pietistisch orientierte Schlossgemeinschaft, die sich am 10. Dezember 1696 zum ersten Mal zusammenfand. Da der für Ebersdorf zuständige Pfarrer aus Friesau Lutheraner war, lud sie u. a. den Laubacher Hofprediger Johann Philipp Marquard (1668–1727), der einen prägenden Einfluss auf die junge Erdmuthe Benigna hatte, wiederholt zu Predigten nach Ebersdorf ein. Nach dem Tode ihres Mannes 1711 waren keine lauten Vergnügungen der Hofgesellschaft mehr erlaubt. Für ihre Dienerschaft schuf sie gleichzeitig eine eigenständige Hofgemeinde, die eine eigene Schlosskapelle bekam und somit nicht mehr die Gottesdienste in der Dorfkirche besuchen musste. Da ihr Sohn  Heinrich XXIX. als Erbe noch minderjährig war, teilte sich Erdmuthe Benigna die Vormundschaft und damit die Regentschaft der Grafschaft mit ihrem Bruder Carl Otto zu Solms-Laubach-Utphe  und dem mit dem Hallischen Pietismus um August Hermann Francke verbundenen Heinrich XXIV. von Reuß-Schleiz zu Köstritz. Heinrich XXIX. besuchte ab 1716 das Pädagogium der Franckeschen Stiftungen in Halle. Erdmuthe Benigna besuchte ebenfalls Halle und Francke kam 1718 für eine Predigt nach Ebersdorf. Mit dem Amtsantritt von Heinrich XXIX. kam der durch Halle geprägte Prediger Johann Heinrich Schubert nach Ebersdorf. Seine strenge, herrische Art verletzte Erdmuthe Benigna und ihre Tochter Benigna Marie und führte zu Konflikten am Hof, da insbesondere Sophie Theodora, die Frau von Heinrich XXIX., sehr unter dem Einfluss von Schubert stand. 
Durch Heinrich XXIX. kam Nikolaus Ludwig von Zinzendorf nach Ebersdorf, der auch das Pädagogium in Halle besucht hat. Als Zinzendorf ihre Tochter Erdmuthe Dorothea 1722 heiraten wollte, hatte Erdmuthe Benigna große Bedenken gegen den aus ihrer Sicht wenig gefestigten Freier. Darum fragte sie ihren Bruder Friedrich Ernst zu Solms-Laubach, der seine Familie kannte, um Rat. Der Bruder erreichte ihre Zustimmung. Nach der Heirat pflegte Erdmuthe Benigna eine intensive Korrespondenz mit ihrer Tochter in der Oberlausitz, wo auf dem von Zinzendorf 1722 gekauften
Gut Berthelsdorf die Herrnhuter Brüdergemeine gegründet wurde. 1725 half Erdmuthe Benigna ihrem Schwiegersohn, als dieser ihr den Advokaten Johann Sigismund Krüger nach Ebersdorf schickte, damit sie ihn wegen seiner "Irrlehren" betreue und ihn wieder auf den rechten Weg bringe. Es kam zum Konflikt zwischen Krüger und Hofprediger Schubert, der eskalierte. 1726 musste Krüger gehen und Schubert folgte kurz darauf einem Ruf nach Potsdam. Als Zinzendorf ab Ende 1727 wieder öfter in Ebersdorf war, verstärkte sich allmählich der Einfluss der Herrnhuter Brüdergemeine. Auch die mit Herrnhut verbundenen erweckten Studenten um Johann Franz Buddeus aus Jena kamen nach Ebersdorf. 1730 holte Gräfin Sophie Theodora nach einem Besuch in Herrnhut zwei Schwestern der Brüdergemeine in den gräflichen Haushalt in Ebersdorf. Diese gehörten zu der Gemeinschaft der Böhmische Brüder aus Mähren, die ab 1722 wegen der Gegenreformation in ihrer Heimat in die Oberlausitz gekommen waren.

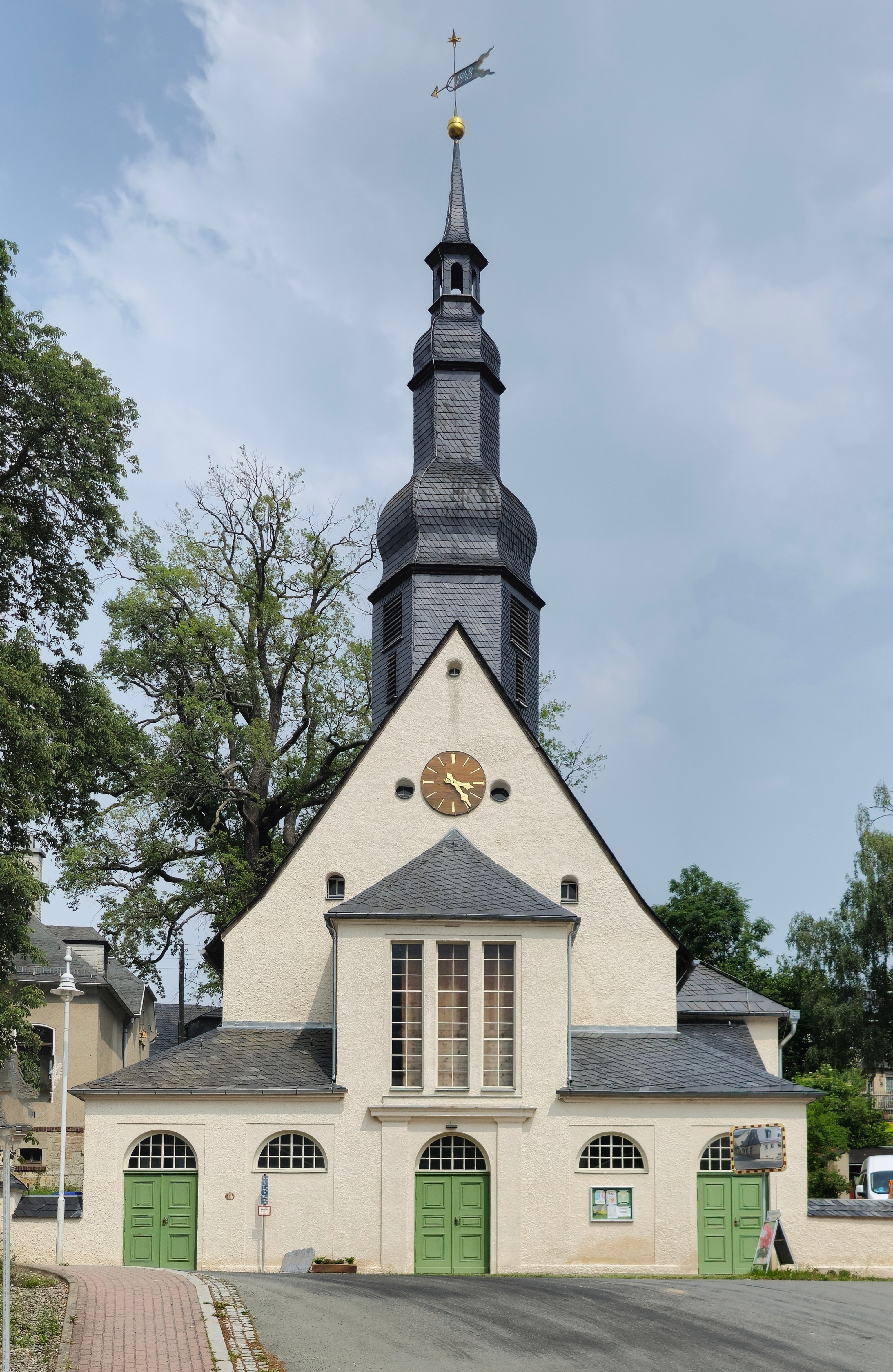
St. Christophorus in Ebersdorf mit Gruft für die Grafen Reuß zu Ebersdorf

Die ab Ende der 1720er Jahre an Gicht leidende Erdmuthe Benigna musste nun erleben, wie Halle und Herrnhut um die religiöse Vorherrschaft in Ebersdorf rangen. Im Juni 1731 besuchte Schubert wieder Ebersdorf, um den Halleschen Einfluss zu stärken. Erdmuthe Benigna kaufte 1731 in Ebersdorf ein im Bau befindliches zweistöckiges Haus, das sie testamentarisch als Armen- und Waisenhaus stiftete. Den Plan dafür hatte sie schon 1716 gefasst, als sie in Halle die Franckeschen Stiftungen kennengelernt hatte. Im Januar 1732 erlitt sie einen Schlaganfall, der ab März ihre gesamte linke Seite lähmte. Erdmuthe Benigna starb am Vormittag des 14. September 1732 in Ebersdorf. Am 18. September 1732 wurde sie in der gräflichen Gruft in der Ebersdorfer Kirche beigesetzt. Als im Ringen zwischen dem Hallischen und dem Herrnhuter Pietismus 1736 die Herrnhuter das Ebersdorfer Schloss verließen, um das Armen- und Waisenhaus zu übernehmen, wurde dieses Haus zum Kern der wachsenden Siedlung der Herrnhuter Brüdergemeine in Ebersdorf. Am 15. Dezember 1746 verwies Zinzendorf im neuen Betsaal der seit 1745 selbständigen Gemeinde darauf, dass die Herrnhuter Gemeine eigentlich schon vor 50 Jahren in Ebersdorf mit der Kleinen verbundenen Gesellschaft von Erdmuthe Benigna ihren Anfang genommen habe.

## Nachkommen
Gräfin Erdmuthe Benigna hatte die folgenden Kinder:
- Benigna Marie (1695–1751)
- Friederike Wilhelmine (1696–1698)
- Charlotte Luise (*/† 1698)
- Heinrich XXIX. (1699–1747), Graf Reuß zu Ebersdorf; ⚭ (1721) Gräfin Sophie Theodora zu Castell-Remlingen (1703–1777)
- Erdmuthe Dorothea (1700–1756); ⚭ (1722) Graf Nikolaus Ludwig von Zinzendorf (1700–1760), Eltern von Renatus von Zinzendorf und Benigna Justine von Watteville
- Henriette Bibiane (1702–1745); ⚭ (1741) Freiherr Georg Adolf Marschall von Bieberstein
- Sophie Albertine Dorothea (1703–1708)
- Ernestine Eleonore (1706–1766)